# Cine Niza
El Cine Niza fue una sala de exhibición cinematográfica ubicada en el número 12 de la Plaza de la Sagrada Familia de Barcelona, España. Abierta en 1946, cerró sus puertas medio siglo después. El edificio ya ha sido derruido y se está construyendo un supermercado, un aparcamiento, edificio de viviendas y un parque de interior de manzana.

## Historia
Construido por el empresario cinematográfico Luís Cabezas, propietario de otras salas barcelonesas como el cine Montecarlo, el Niza fue inaugurado el 18 de octubre de 1946. Los arquitectos José María Aixelà y Miguel Ángel Tárrega fueron los encargados del diseño del edificio, con una fachada de corte neoclásico. De pantalla única, en sus inicios contaba con capacidad para 1.300 espectadores y era considerado una de las mejores salas de proyecciones de la ciudad. En sus primeros años el cine Niza fue una sala de reestreno, con programa doble, y en su primer programa se exhibieron las películas It Ain't Hay de Abbott y Costello y Sangre sobre el sol (Blood on the Sun). En octubre de 1948, en el mismo edificio del cine, se inauguró un salón de baile.
En noviembre de 1950 el Niza se convirtió en cine de estreno, a menudo compartiendo programación con el Montecarlo. En 1967 se reconvirtió en sala de reestreno, lo que propició su progresivo declive.
Más allá del cine, la sala tuvo un activo papel durante la Transición Española. En 1977, año de las primeras elecciones democráticas en España tras la dictadura de Franco, se celebraron en el cine Niza mítines de partidos como el Partit Socialista Unificat de Catalunya (PSUC) o el Partit Socialista de Catalunya-Congrés (PSC-Congrés). En diciembre de 1977 Esquerra Republicana de Catalunya (ERC) celebró aquí su IX congreso, donde Heribert Barrera fue elegido secretario general del partido. Ese mismo año, otro colectivo represaliado durante el franquismo, el Front d'Alliberament Gai de Catalunya (FAGC) y el Colectivo de Lesbianas, celebró un histórico y multitudinario mitin contra la Ley sobre peligrosidad y rehabilitación social.
En los años 1980 el empresario Pere Balañà se hizo con la sala y llevó a cargo una importante remodelación para recuperarla como cine de estreno. El interiorista Antoni Bonamusa fue el responsable del renovado diseño de la sala, que redujo su aforo a 1.255 espectadores. El cine Niza reabrió el 24 de julio de 1980 con la proyección del filme La niebla.
Sin embargo, como casi todos los cines de barrio barceloneses, finalmente acabó cerrando sus puertas, en este caso debido a la falta de acuerdo entre Balañá y los propietarios del local para renovar el contrato de alquiler. Su última sesión fue el 21 de febrero de 2005, con la proyección de la película Million Dollar Baby.
Tras el cierre del cine, el edificio siguió albergando durante un tiempo la sala de baile y la de juegos homónimas. Fue demolido entre enero y marzo de 2018